# Hemmen (Stationsgebäude)
Hemmen ist ein niederländischer Standardtyp für Bahnhofsgebäude nach Plänen des Architekten M. A. van Wadenoyen. 
Nach diesem Muster wurden zwischen 1881 und 1884 insgesamt 17 Niederländische Bahnhöfe gebaut. Das namensgebende erste Stationsgebäude dieses Typs wurde in der Nähe von Hemmen gebaut und ist neben sechs weiteren bis heute erhalten.

## Liste von Bahnhöfen mit den Typ Hemmen
- Bahnhof Hemmen-Dodewaard (1881)

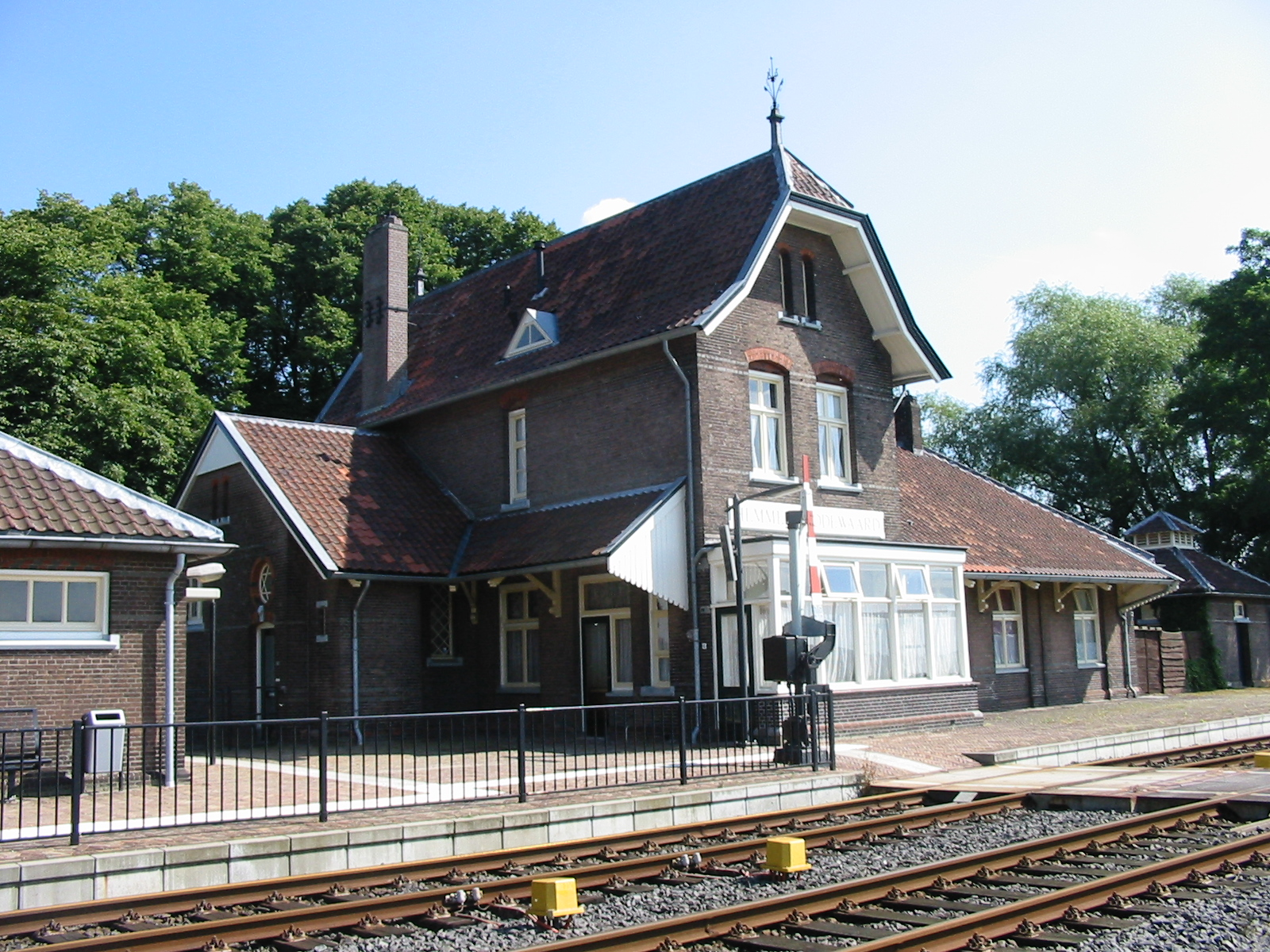
Bahnhof Hemmen-Dodewaard

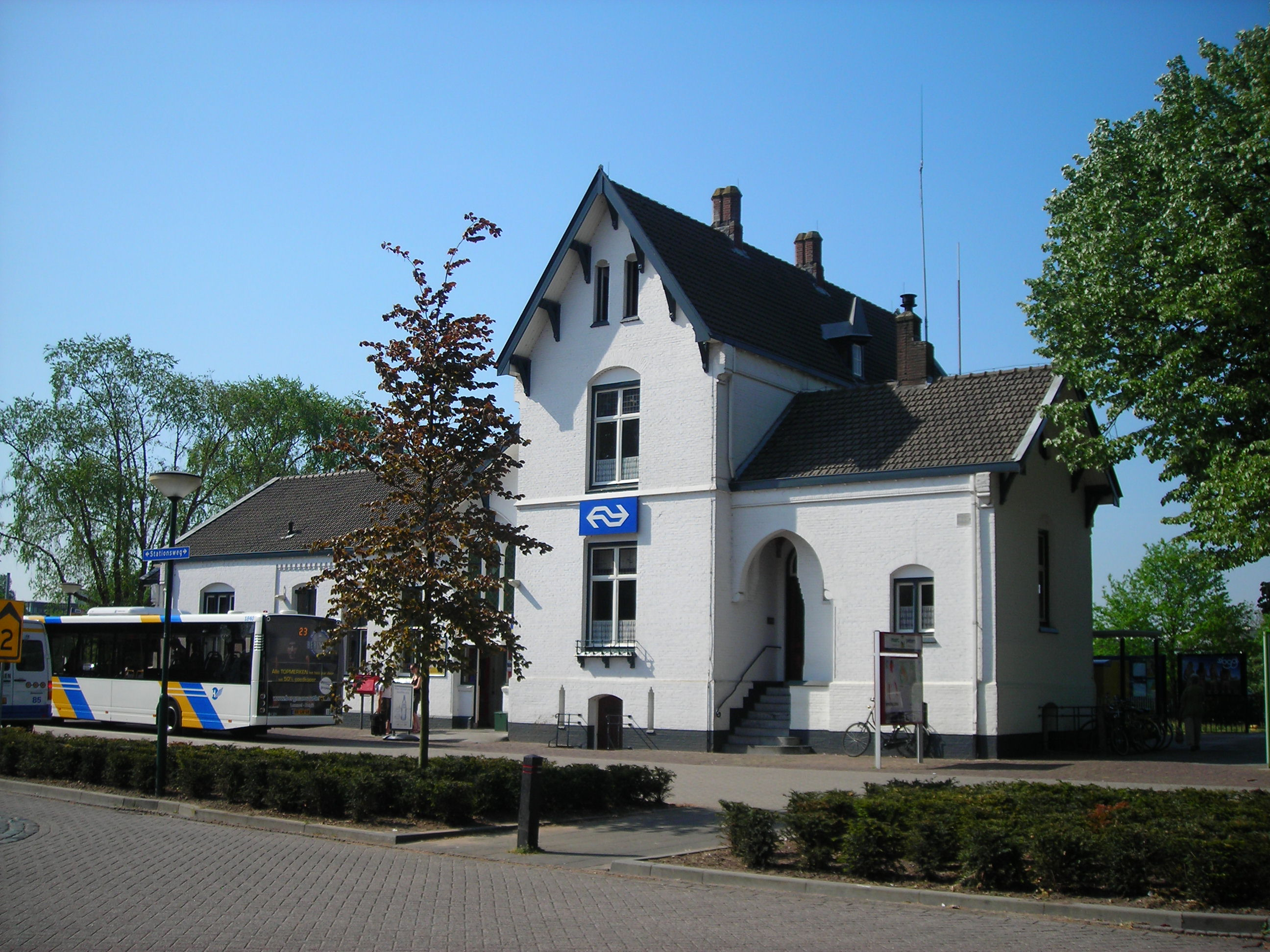
Bahnhof Boxmeer

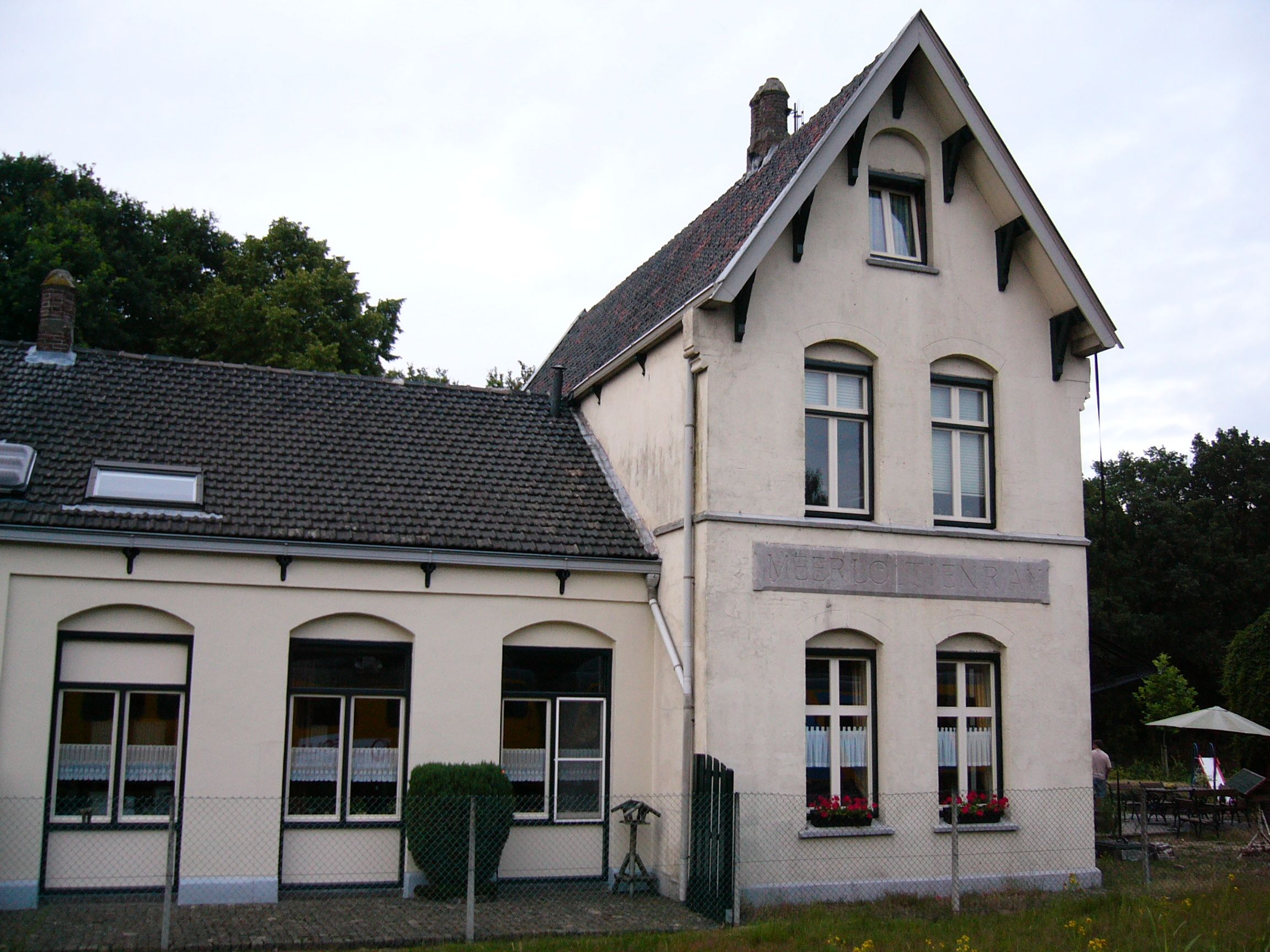
Bahnhof Meerlo-Tienray

- Bahnhof Ressen-Bemmel (1881), abgebrochen 1980.
- Bahnhof Valburg (1881), abgebrochen 1945.
- Bahnhof Avenhorn (1882)
- Bahnhof Boxmeer (1882)
- Bahnhof Cuijk (1882)
- Bahnhof Lottum (1882), abgebrochen 1973.
- Bahnhof Tienray (1882)
- Bahnhof Mook-Middelaar (1882), abgebrochen 1975.
- Bahnhof Venray (1882), abgebrochen 1976.
- Bahnhof Vierlingsbeek (1882), abgebrochen 1945.
- Bahnhof Rhenen (1883), abgebrochen 1957.
- Bahnhof Veenendaal (1883), abgebrochen 1975.
- Bahnhof Woudenberg-Scherpenzeel (1883)
- Bahnhof Bovenkarspel-Grootebroek (1884), abgebrochen 1965.
- Bahnhof Hoogkarspel (1884), abgebrochen 1965.
- Bahnhof Westwoud (1884), abgebrochen 1963.